# 市川由衣
市川由衣（日语：／ Ichikawa Yui，1986年2月10日—），日本女演員、歌手，出身東京都，所屬事務所為研音。丈夫為演員戶次重幸。

## 生平
市川在小學高年級時因為參加雜誌的讀者模特兒徵選而開始演藝活動。其後，在街上被星探挖掘而正式在演藝圈出道。1999年，參加「Star Audition」獲得最優秀獎。
2000年年底，開始擔任泳裝模特兒。在2001年6月，發行個人首本寫真集，翌月，在「渋谷系女子大賽」中正式出道。2002年，以其事務所主辦的「演員修行」首次演出舞台劇。4月，被富士電視台的富士電視台視覺女王企畫選中，和同年度的香里奈、澤尻英龍華成為其中一員。
2003年，從原經紀公司轉移至研音。同年8月，初次演出電影《呪怨》。同年11月，市川翻唱森高千里的歌曲《雨》，並發行唱片，以歌手身分出道。其後，約在1年之內發行了四張單曲、一張大碟。
2006年，初次主演電影《サイレン 〜FORBIDDEN SIREN〜》。並代替宮崎葵接任系列電影《NANA 2》，飾演「小八」一角。
2007年，市川擔任日本中央競馬會北海道系列的代言人。2010年，初次主演連續劇《桂ちづる診察日録》。

## 個人生活
2015年9月，市川公布婚訊，表示於9月8日已與知名北海道演劇團體「TEAM NACS」成員戶次重幸結婚。兩人因共演2014年7月NHK BS Premium的電視劇《おわこんTV》而相識，交往一年多。

## 演出

### 電視劇
- 涉谷系女子摔角（2001年7月 - 12月、朝日電視台） 飾 市川由衣
- 時空警察Wecker D-02（2002年1月10日 - 3月28日、朝日電視台） 飾 加奈・戈多
- 極道鮮師 第七話（2002年5月29日、日本電視台） 飾 沢田夏美
- 逮捕令（2002年10月17日 - 12月22日、朝日電視台） 飾 小橋由佳
- 爸氣十足（2003年4月10 - 6月19日、TBS） 飾 降矢雛田
- 朝日電視台45週年特別劇流轉的王妃（2003年11月29 - 30日、朝日電視台） 飾 愛新覺羅嫮生
- 熱血校園／不良少年回母校（2003年10月10日 - 12月12日、TBS） 飾 遠田由紀
- 給天國的加油歌（2004年4月3日、日本電視台） 飾 白石千秋
- 爸氣十足04春季SP（2004年4月14日、TBS） 飾 降矢雛田
- 人生好棒／Wonderful Life（2004年4月13日 - 6月29日、富士電視台） 飾 葛木塔子
- 爸氣十足2（2004年10月7 - 12月16日、TBS） 飾 降矢雛田
- H2好逑雙物語（2005年1月13 - 3月24日、TBS） 飾 雨宮雅玲
- 菊次郎與佐紀（2005年7月21日 - 2005年9月15日、朝日電視台） 飾 北野安子
- Out limit（2005年10月、WOWOW） 飾 森野理沙
- 輪舞曲（2006年1月 - 2006年3月、TBS） 飾 風間琴美
- 凝視愛與死 （2006年3月18 - 19日、WOWOW） 飾 大島比佐子
- 詐欺獵人（2006年4月14日 - 6月23日、TBS） 飾 三島由加利
- DRAMA COMPLEX 「最後的南丁格爾」 （2006年8月22日、日本電視台） 飾 平良安子
- 動物119（2007年6月30日、日本電視台） 飾 小山成美
- 偵探學園Q第3話（2007年7月17日、日本電視台） 飾 水野瑤子
- 壽司王子! 第3、4話（2007年8月10 - 17日、朝日電視台） 飾 林田光
- 彗星物語（2007年12月3日、TBS） 飾 城田紀代美
- 4姊妹偵探團（2008年1月18日 - 3月14日、朝日電視台） 飾 佐佐本珠美
- 七人女律師 第5話（2008年5月8日、朝日電視台） 飾 高杉久美子
- 内藤大助物語〜被欺負的小孩的冠軍金腰帶〜（2008年7月28日、TBS） 飾 步美
- 日本電視台開局55年紀念節目「霧之火 ～死在樺太‧真岡郵局九位女子們～」（2008年8月25日、日本電視台） 飾 中島櫻
- RESCUE〜特別高度救助隊（2009年1月24日 - 3月21日、TBS電視台） 飾 前園葵
- LOVE GAME 第5話（2009年5月21日、日本電視台） 飾 夏川美優
- 毛骨悚然撞鬼經驗10周年紀念 京都能量景點之旅SP 「怨念的代價」（2009年5月21日、富士電視台）
- 隱蔽指令（2009年10月18日 - 11月15日、WOWOW） 飾 宇部木幸子
- 粉紅系男孩〜秋〜 第2話（2009年10月20日、富士電視台） 飾 萌松音羽
- 我的乖乖女第六話（2009年11月13日、朝日電視台） 飾 倉田菜摘
- 週一黃金劇場 「笑顔〜15年的謊言〜」（2009年12月7日、TBS） 飾 建山友美
- 正義代書戰士（2010年3月7日、TBS）第八話 飾 小津小百合
- 週六時代劇 桂千鶴診察日錄（2010年9月4日 - 2010年12月25日、NHK） 飾 桂千鶴
- 幻夜 (2010年11月21日、WOWOW) 飾 岡田有子
- 週一黃金劇場 「絕不屈服」（2011年1月31日、TBS） 飾 中井菜月
- LADY 第七話（2011年2月18日、TBS） 飾 宮下麗華
- 肌肉女孩（2011年4月23日 - 6月25日、毎日放送・2011年4月19日 - 6月21日TBS） 飾 白鳥梓
- Bull Doctor 第二話（2011年7月13日、日本電視台） 飾 黒川沙織
- 境遇（2011年12月3日、朝日放送）飾 相田晴美（17年前）
- 警視廳失蹤人口搜查課 SP（2011年12月24日、朝日電視台） 飾 六条舞
- 愛上我的甜品店（2011年1月22日 - 2月26日、LaLa TV） 飾 小早川花
- Love...so do I 給未來的奇跡（2012年3月11日 - 3月25日、IMAGICA BS） 飾 三村彩夏
- 再一次對你求婚（2012年4月20日 - 6月22日、TBS） 飾 増山志乃
- 松本清張沒後20年特别企劃 SP 波之塔（2012年6月23日、朝日電視台） 飾 田沢輪香子
- Summer Rescue～天空的診療所～（2012年7月8日 - 9月23日、TBS） 飾 澤口光香
- 東京全力少女（2012年10月10日 - 12月19日、日本電視台）飾 奥野冬
- 最後的灰姑娘（2013年4月11日 - 6月20日、富士電視台）飾 桃
- 天氣姐姐 第三話（2013年4月26日、朝日電視台） 飾 小渕早苗
- 破案蜥蜴 第四話（2013年5月9日、TBS） 飾 沢村美沙
- 週五Prestige「淺見光彦系列48・幻香」（2013年9月6日、富士電視台） 飾 西原瑪雅
- 都市怪談之女第二季 第四集（2013年11月1日、朝日電視台）飾 羽鳥花枝
- 我討厭的偵探 第六話（2014年2月21日、朝日電視台） 飾 丸島紗耶香
- 過氣TV（2014年7月 - 8月，NHK BS Premium） 飾 蒲田律
- 青色火焰（2014年7月 - 9月，東京電視台） 飾 岩瀬純
- 軍師官兵衛（2014年9月14日 - 21日、NHK綜合頻道） 飾 宇都宮鶴
- 全部成為F 第一、二話（2014年10月21日 - 10月28日、富士電視台） 飾 市之瀬里佳
- 暗色西裝（2014年11月22日 - 12月27日、NHK） 飾 高根澤志櫻里
- Fisherman's Blues 第四話「愛的針魚」（2014年12月27日、朝日電視台） 飾 細井小百合
- 呀呀、愛情酒店 第三話（第五夜）（2015年2月2日，WOWOW） 飾 優希
- 京都人情搜查檔案 第4話（2015年5月21日、朝日電視台） 飾 倉澤燈
- 真真事麻之助裁定帳（2015年7月 - 9月、NHK） 飾 お由有
- 戀仲（2015年7月16日 - 9月24日、富士電視台）飾 冴木瑠衣子
- 女人之道 （2015年8月4日 - 9月、NHK BS Premium）飾 竹内晶子
- 職場騷擾終結者（2018年10月15日、東京電視台）飾 小松美那子
- 特搜9 第五季 第4話（2022年4月27日、朝日電視台）飾 緒方真琴
- 上午的女人們（日语：晝上がりのオンナたち） 第1話・第4話（2022年5月20日・6月10日、富士電視台）飾 佐伯翠
- 從最遠步行5分鐘 第4話（2022年10月22日、BS東視）飾 大山涼子
- BRUSH UP LIFE（2023年1月8日 - 3月12日、日本電視台）飾 田上靜香
- Get Ready! 第2話・第5話（2023年1月15日・2月5日、TBS）飾 磯山千秋
- 隔壁男生經常吃（2023年4月13日 - 6月29日、東京電視台）飾 神野沙織
- 絕對不可能～偵探·上水流涼子的解析～ 第4話・第5話（2023年5月8日・5月15日、關西電視台・富士電視台）飾 西田真紀
- 神之手（2023年5月15日、東京電視台）飾 高岡真紀
- 量產型璃子～另一位塑膠模型女子的人生組裝記～（2023年6月30日 - 9月1日、東京電視台）飾 熊本侑美
- 敲響密室之門 第7話・第8話（2023年9月9日・9月16日、朝日電視台）飾 上野美貴
- 稅調～「繳不了稅」是有原因的～（2023年10月14日 - 12月23日、日本電視台）飾 羽生詩織
- 正直不動產2 第5話（2024年2月6日、NHK綜合）飾 若村桃花
- 高杉家的便當（2024年10月3日 - 12月5日、日本電視台）飾 香山玲子
- 放課後的病歷表 第7話（2024年11月23日、日本電視台）飾 園川順子
- Ensemble 第7話・第8話（2025年3月1日・3月8日、日本電視台）飾 木原美沙希

### 電影
- 「呪怨」（2003年1月25日公開、東京劇場Xanadeux） 飾 千春
- 「呪霊 THE MOVIE」（2003年）
- 「呪怨2」（2003年8月23日公開、東京劇場Xanadeux）  飾 千春
- 「斑馬人」（2004年2月14日公開、東映） 飾 市川 綠
- 「ZOO」 SEVEN ROOMS（2005年3月19日公開、東映影像） 飾 姐姐
- 「關於愛／戀愛地圖」（2005年9月17日公開、MOVIE-EYE） 飾 由果
- 「School Day」（2005年12月10日公開、Phantom Film）
- 「死魂曲」（2006年2月11日公開、東寶） 飾 天本由貴
- 「我愛芳鄰」（Rough）（2006年8月26日公開、東寶） 飾 小柳熏
- 「NANA 2」（2006年12月9日公開、東寶） 飾 小松奈奈
- 「音符與昆布」（2008年1月26日公開、EPIC Records） 飾 小暮 桃
- 「詐欺獵人」（2008年3月8日公開、東寶） 飾 三島由佳利
- 「ひゃくはち」（2008年8月9日公開、Phantom Film） 飾 相馬佐和子
- 「罪與罰」（2009年2月28日公開、東京劇場） 飾 便利店店員
- 「初夜與蓮根」（2013年3月9日公開、吉本Creative Agency） 飾 松永優美
- 「東京暴族」（2014年8月30日公開、日活） 飾 のりちゃん
- 「感覺到海的時候」（2014年9月13日公開、Phantom Film） 飾 恵美子
- 「迷宮咖啡廳」（2015年3月7日公開、KADOKAWA） 飾 明日香
- 「愚行錄」（2017年2月18日公開） 飾 稻村惠美
- 「街貓二人組」（2017年7月14日公開） - 飾 土屋冴子
- 「月與雷」（2017年10月7日公開） - 飾 吉村
- 「殭屍100～在成為殭屍前要做的100件事～」（2023年8月3日公開）

### 寫真集
- 「ユイズムび～む」彩文館出版
- 「プチフォトブック」彩文館出版
- 「いちかわくん」ワニブックス
- 「ピンナップポスター」ワニマガジン社
- 「ユイッチェ!グラッチェ」集英社
- 「市川由衣制服コレクション」ブックマン社
- 「私立市川由衣学園」集英社
- 「HATACHI」集英社

### CD
- 「雨」(2002年11月12日)
- 「love letter」(2003年2月11日)
- 「キラ・キラ」(2004年7月7日)
- 「愛は勝つ」 (2004年11月24日)
- 「i-pop mini」(2004年12月15日)

### 遊戲
- Chaos Legion （PS2、2003年推出） 聲演 Arcia Rinslet
- 「毀滅世界的六人」(2008年9月25日推出、NDS) 聲演 莉亞・多拉古尼赫魯

## 外部連結
- 官方网站（日語）
- 事務所官網個人簡介 （页面存档备份，存于）（日語）
- 市川由衣的Instagram帳戶（日語）
- 市川由衣的Ameba部落格（日語）